# 莱沃 (索恩-卢瓦尔省)
莱沃（法語：Laives，法語發音：[lɛv]）是法国索恩-卢瓦尔省的一个市镇，属于索恩河畔沙隆区。

## 地理
莱沃（46°38'43"N, 4°50'44"E）面积12.62 平方千米，位于法国勃艮第-弗朗什-孔泰大區索恩-卢瓦尔省，该省份为法国中部省份，北起顺时针与科多尔省、汝拉省、安省、罗讷省、卢瓦尔省、阿列省和涅夫勒省接壤。
与莱沃接壤的市镇（或旧市镇、城区）包括：格罗讷河畔博蒙、拉勒、蒙索拉尼、楠通、圣昂布勒伊、大塞讷塞。

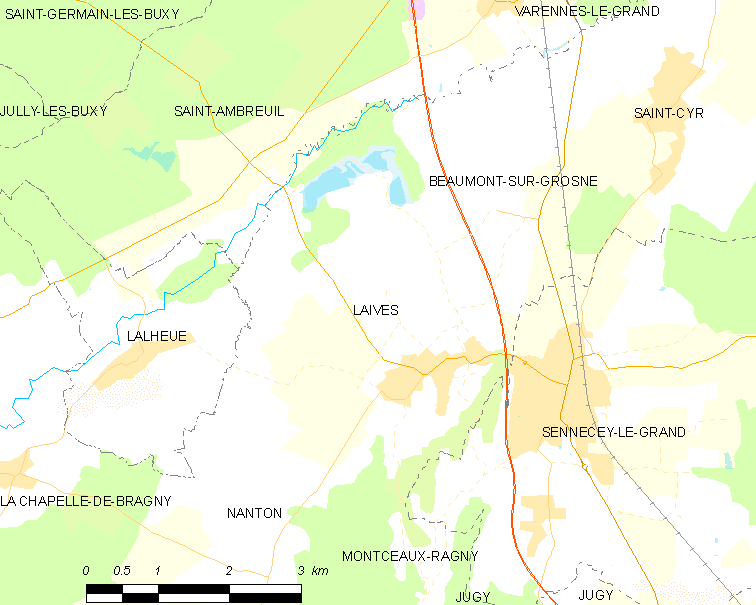
的OSM定位图

莱沃的时区为UTC+01:00、UTC+02:00（夏令时）。

## 行政
莱沃的邮政编码为71240，INSEE市镇编码为71249。

## 政治
莱沃所属的省级选区为图尔尼县。

## 人口

1962-2008年间人口变化图示

莱沃于2022年1月1日时的人口数量为964人。